# Tomb Raider 3 : Le Dernier Artefact
 (octobre 2019).
Si vous disposez d'ouvrages ou d'articles de référence ou si vous connaissez des sites web de qualité traitant du thème abordé ici, merci de compléter l'article en donnant les références utiles à sa vérifiabilité et en les liant à la section « Notes et références ».
Tomb Raider 3 : Le Dernier Artefact (Tomb Raider 3: The Lost Artifact en anglais) est l'extension du jeu vidéo Tomb Raider 3 : Les Aventures de Lara Croft sortie en 2000.
Tiré du même moteur graphique que le jeu de base, il en est donc très similaire et propose au joueur de compléter dans son intégralité la quête des artefacts mystérieux. Il est disponible sur Microsoft Windows uniquement.

## Scénario

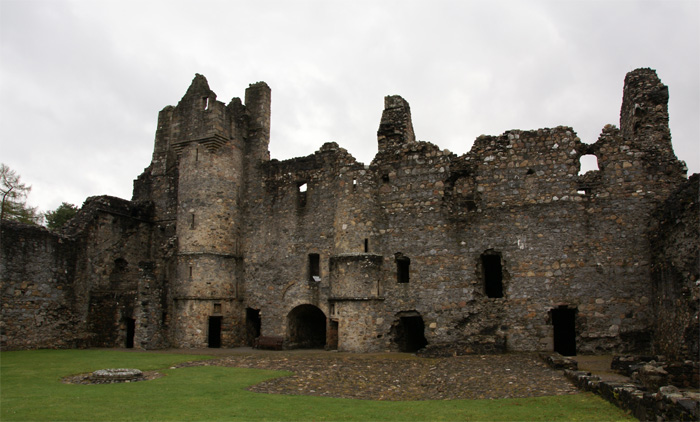
Lara devra explorer l'ancien repaire de Willard en Écosse pour découvrir qu'il existe un cinquième artefact.

Dans Le Dernier Artefact, Lara apprend l'existence d'un cinquième artefact appelé Main de Rathmore. Elle commencera sa quête dans le château du Dr. Willard en Écosse, et progressera jusqu'au tunnel sous la Manche en y accédant via une plateforme offshore. De là, elle plongera jusqu'à une base sous-marine pour y acquérir la fameuse Main de Rathmore. L'aventure s'achèvera sur une île étrange peuplée d'indigènes hostiles et d'animaux exotiques où Lara sera confrontée - une nouvelle fois - à une ancienne ennemie rencontrée à Londres : Sophia Leigh.

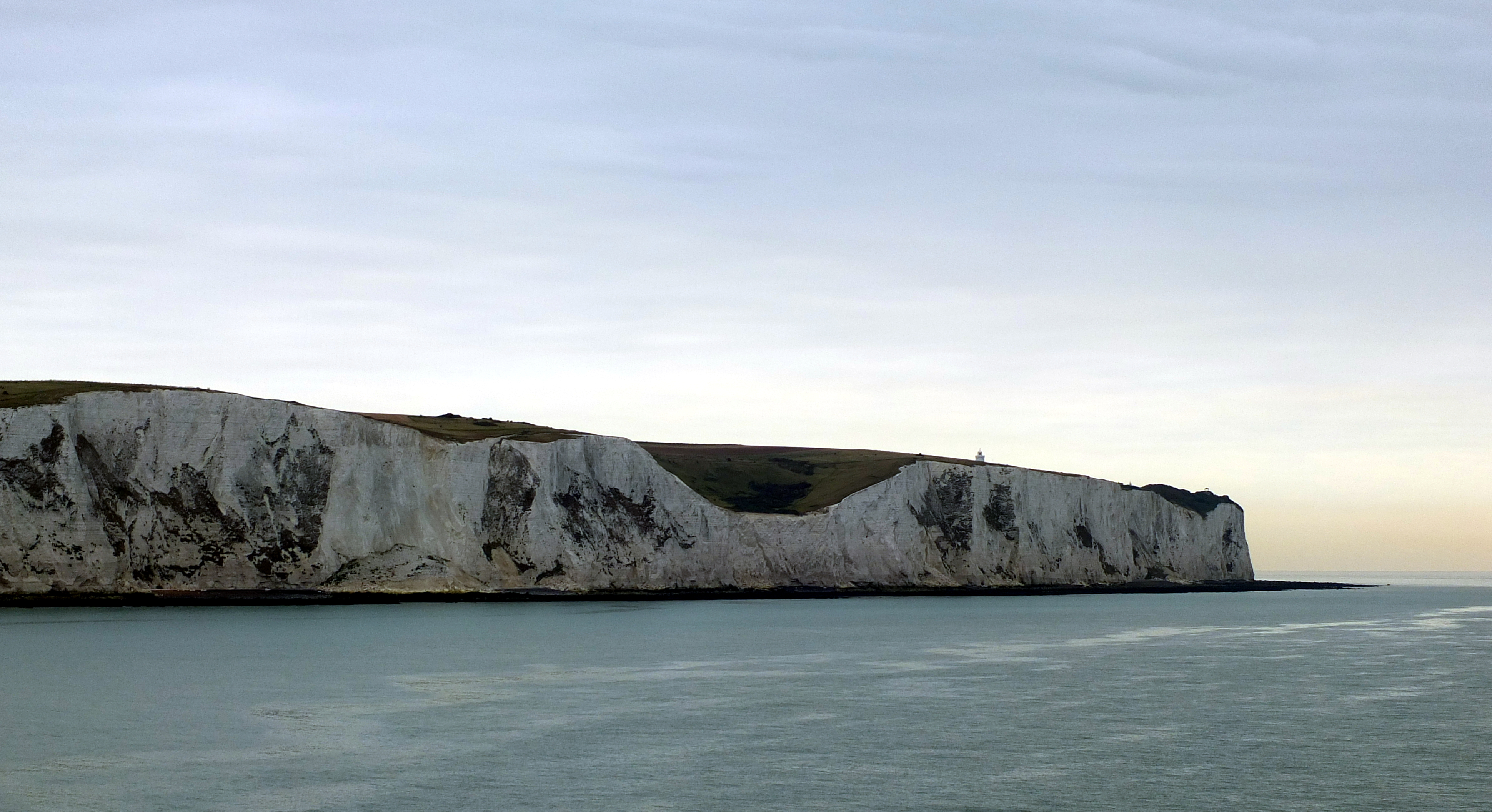
Pour atteindre le tunnel sous la Manche, Lara passera par une plateforme offshore au large des Falaises Shakespeare.